# Tiberioides kerleyi
Tiberioides kerleyi là một loài bọ cánh cứng trong họ Passalidae. Loài này được Kon & Araya miêu tả khoa học năm 2007.